# 武吉加里尔柏威年广场
武吉加里尔柏威年廣場于2021年12月3日開幕，是位於吉隆坡南部的一間大型商場。该商场是武吉加里尔城市（Bukit Jalil City）发展项目下兴建的新商场，也是柏威年广场的第二家分店，由马顿开发及持有。在武吉加里尔城市发展计划下除了購物廣場，周边還包括公寓和商业店铺等。

## 商場設計
| 楼层   | 设施                                                                                                |
| ------ | --------------------------------------------------------------------------------------------------- |
| 5      | TGV 戏院、展览中心、蓝冰雪溜冰场、大港中餐厅、K11卡拉OK、海底捞火锅、提款机                         |
| 4      | 百盛、HOHM、MR.DIY、Sports Direct & USC、玩具反斗城、提款机                                         |
| 3      | 百盛、优衣库                                                                                        |
| 2      | 百盛、东京城、巴迪尼概念店、Brands Outlet、Luxe Young、Ecotopia、Iconcraft、Absolute Siam、蔦屋书店 |
| 1      | 哈维诺曼、The Food Merchant、Food Republic、停车场、提款机、祈祷室                                  |
| B1、B2 | 停车场                                                                                              |

商场设计和原柏威年广场相似，定位为“探索空间”。正门入口处设有一座身高6公尺、宽3.2公尺的标志性金鸡喷水池，也获列入大马纪录大全为马来西亚最大的金鸡雕塑。目前主要入驻租户包括百盛、The Food Merchant国际食品区、第八街、哈维诺曼、玩具反斗城、5万8000平方尺的家居概念店HOHM等。其中百盛便设有3层楼和单独入口。
商场以从主入口进入的中庭为中心，分为左侧的粉红区（Pink Zone）和右侧的橙区（Orange Zone）。六个入口分别为位于粉红区的百盛、展览中心和橙区的主、露天、公园和武吉加里尔入口。商场也设置了一座2.8万平方呎的Piazza露天广场和4.7万平方呎的展览中心，为访客提供休闲娱乐的场所。泰国暹罗皮瓦百货集团也将进驻该商场，是该集团首次在泰国境外亮相拓展业务。其余品牌包括TGV 戏院、蓝冰雪溜冰场、大港中餐厅、Sports Direct体育用品商店、海底捞、优衣库等也将会陆续入驻。
从2021年12月3日至2022年12月31日，广场管理层提供免费双层接驳巴士往返该广场和阿旺柏沙站，现每40分钟一班（特定时间休息）。

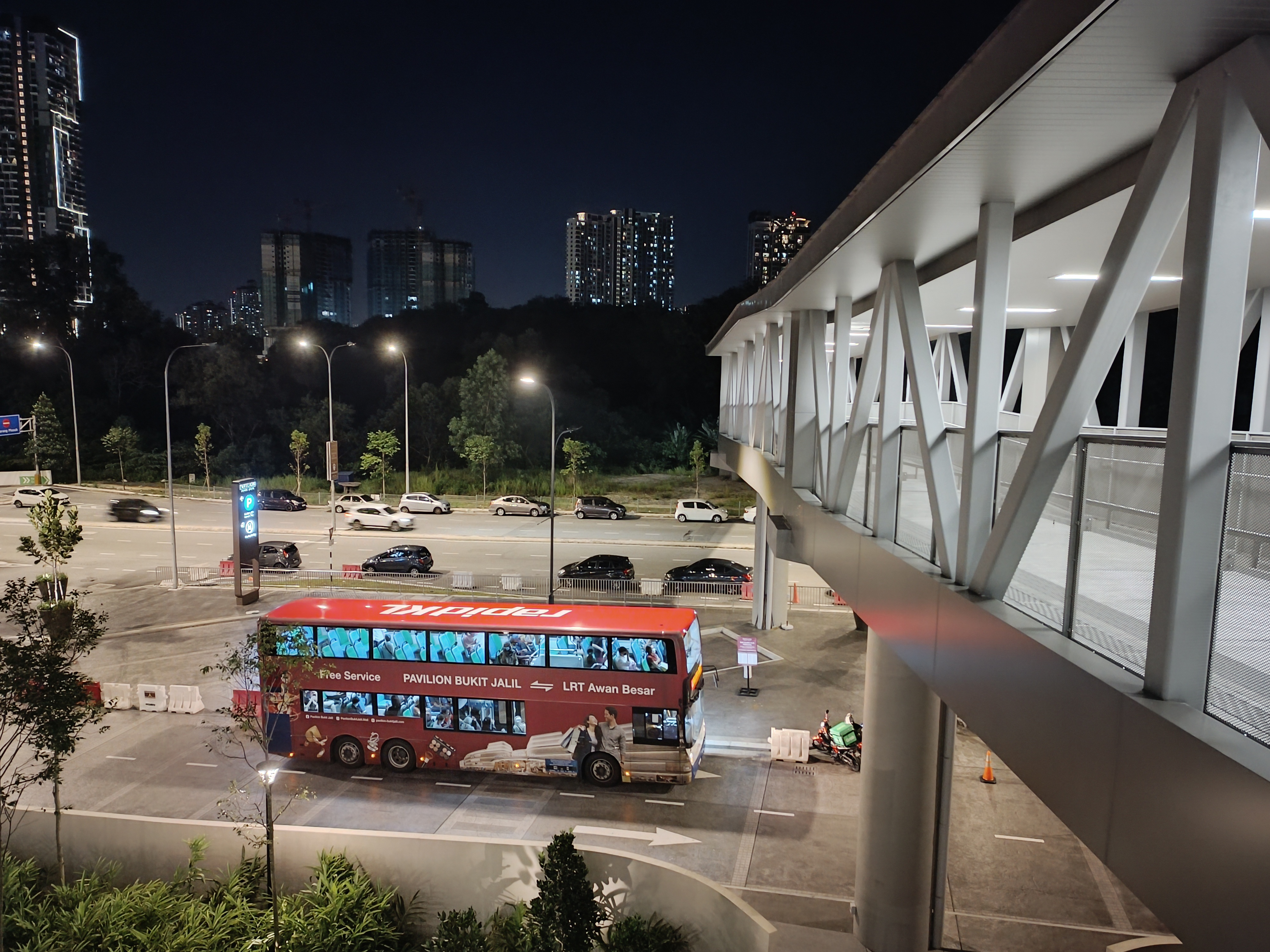
双层接驳巴士停留于商场巴士站

## 图片集

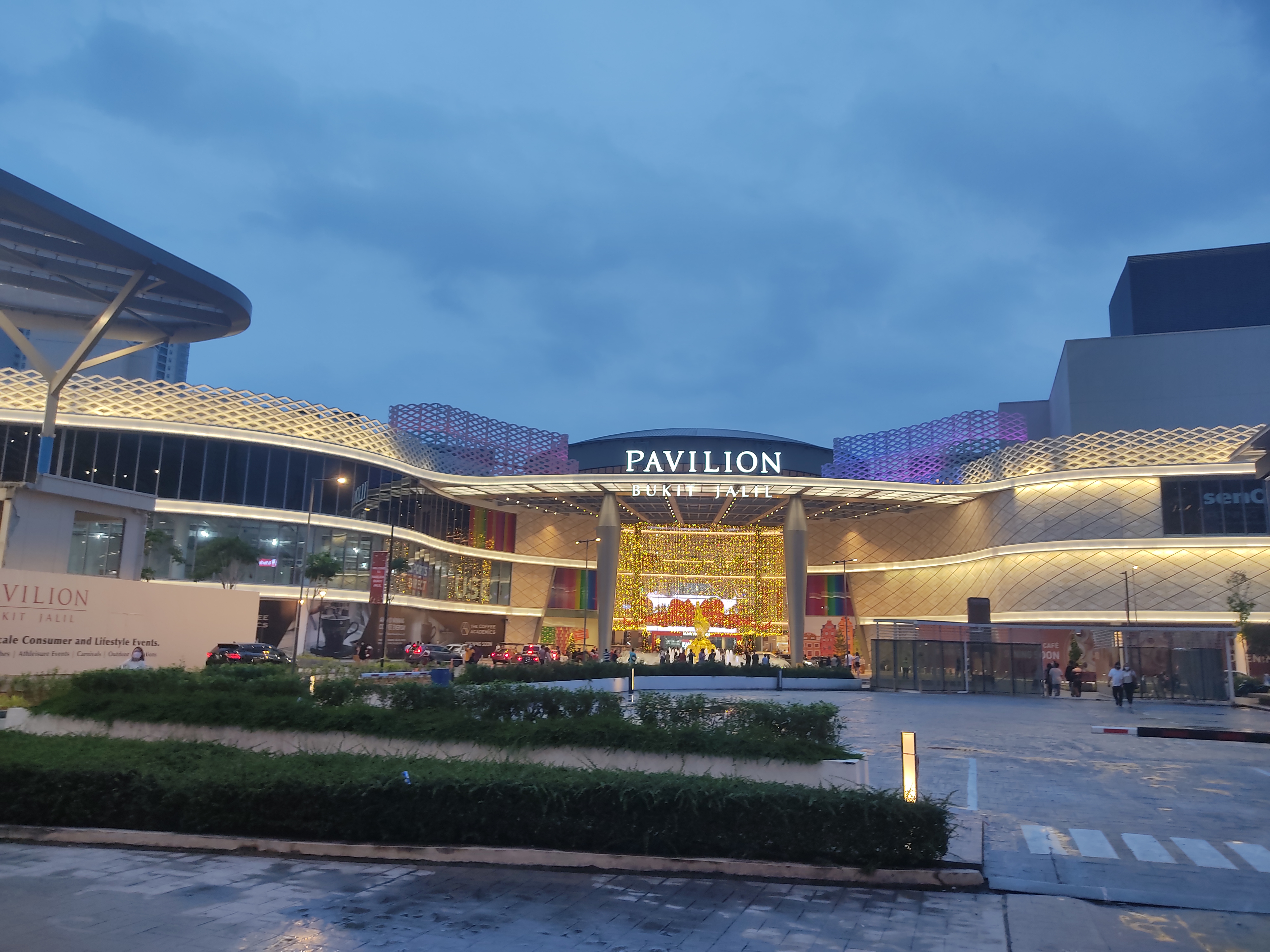
傍晚时分的武吉加里尔柏威年广场主入口
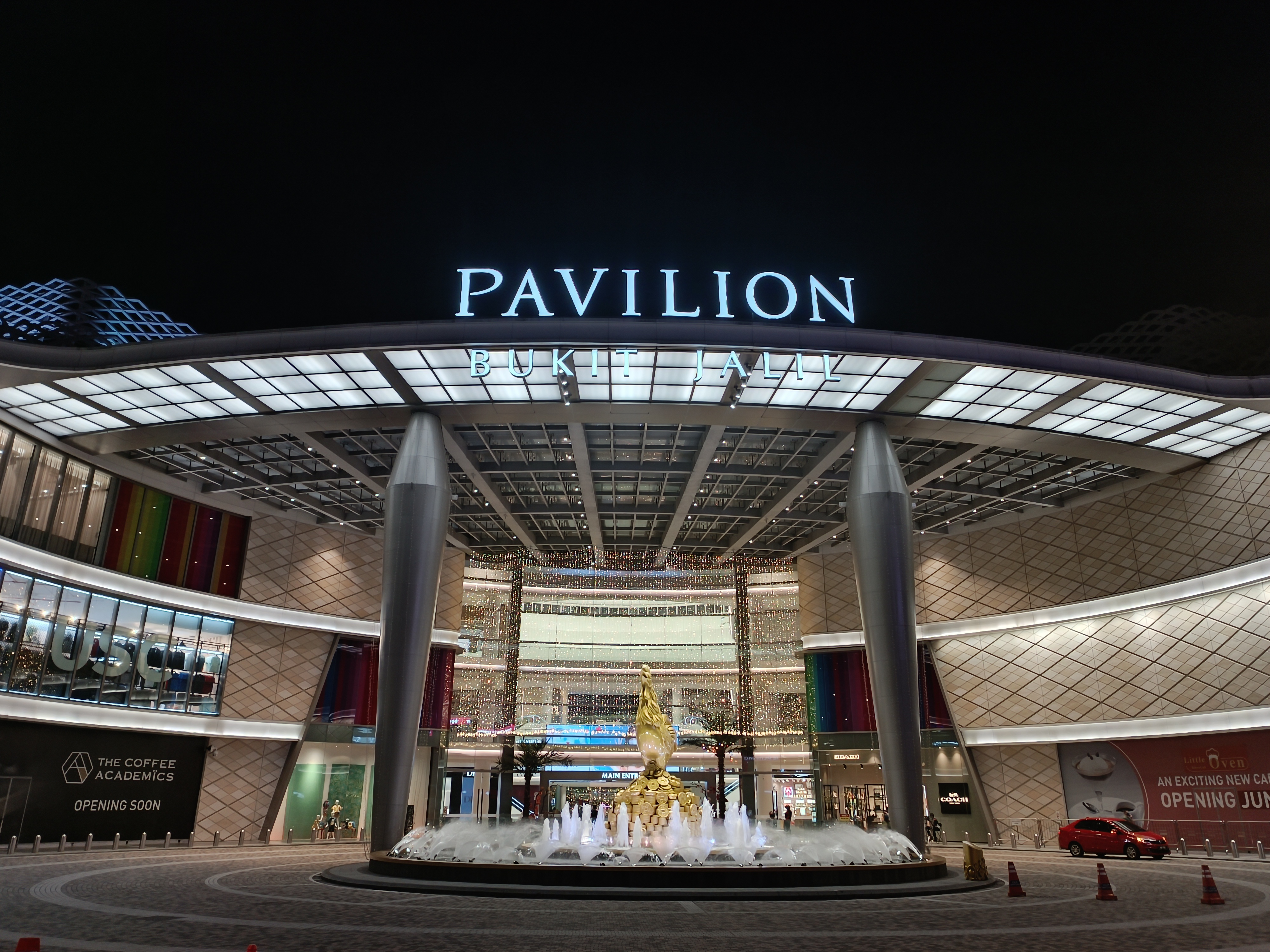
夜晚的武吉加里尔柏威年广场主入口
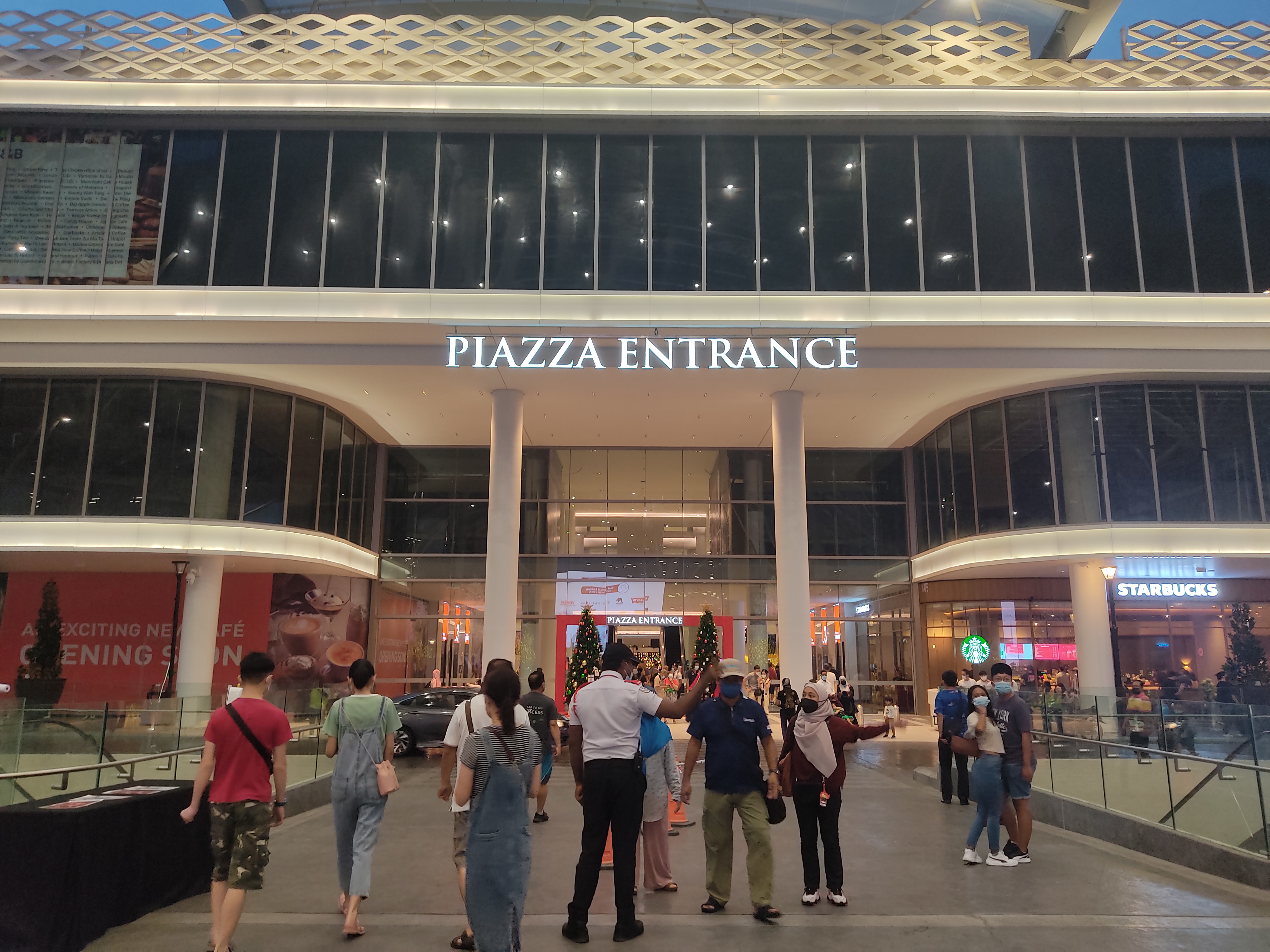
Piazza入口
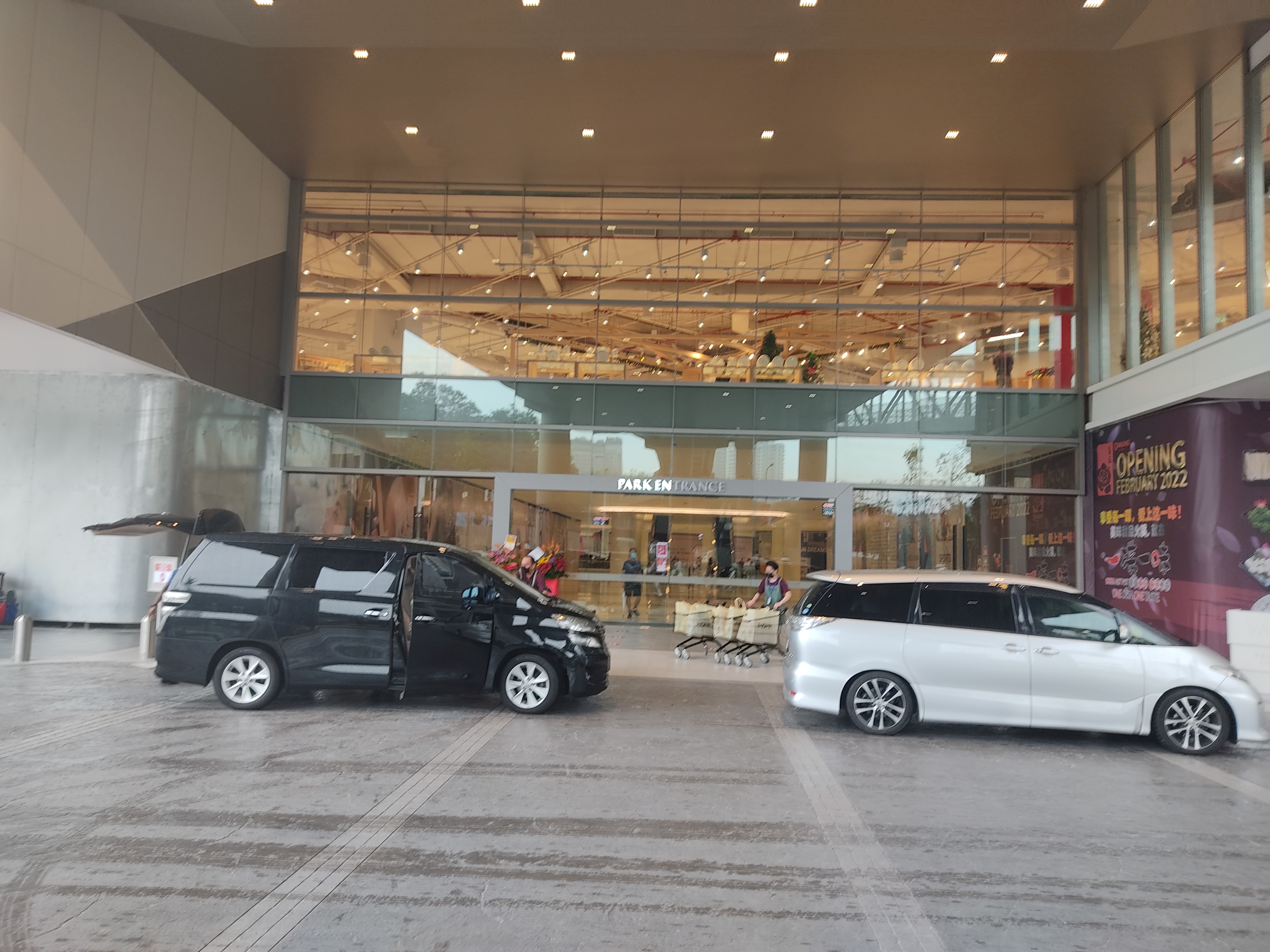
公园入口
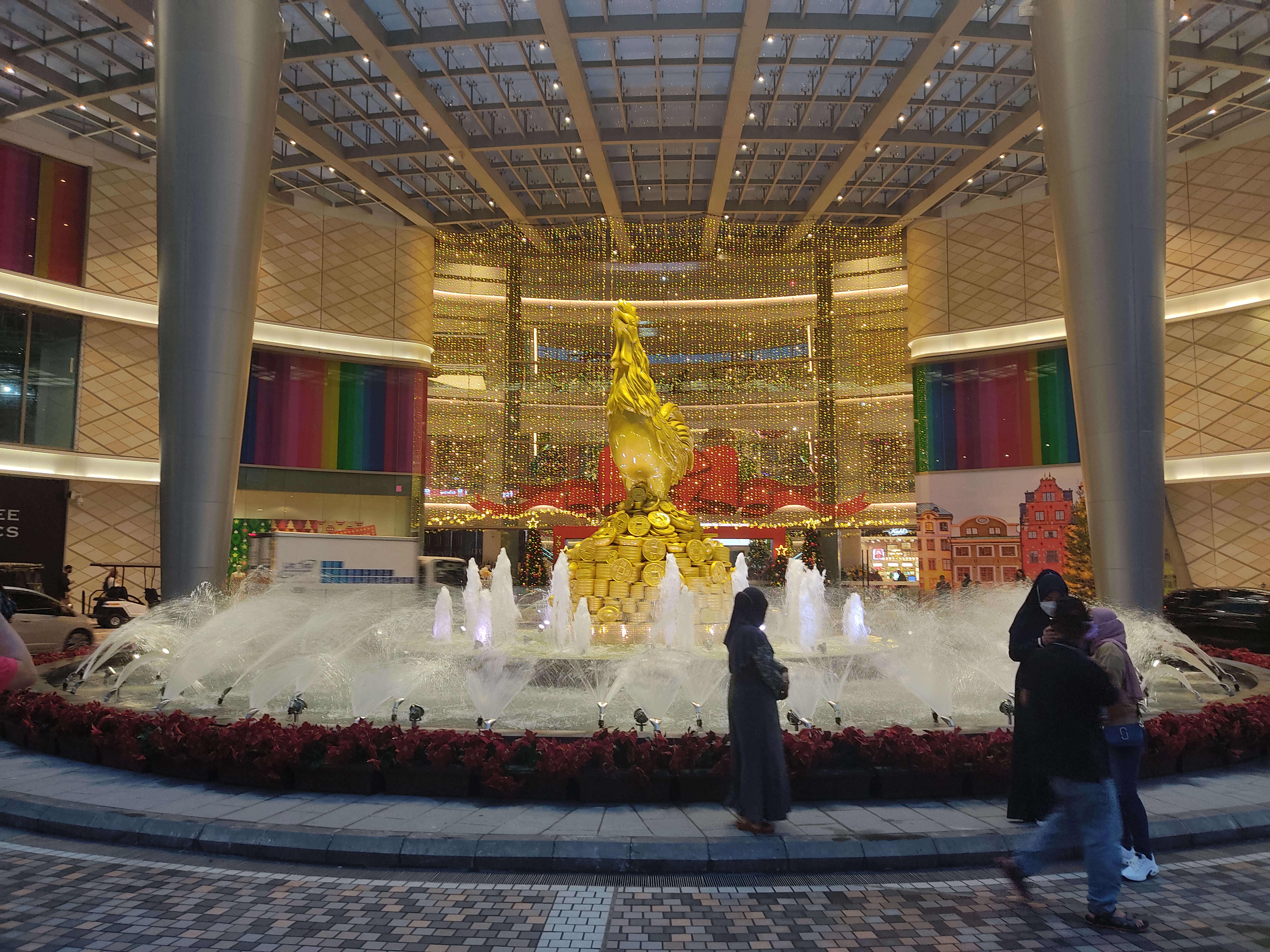
金鸡雕塑
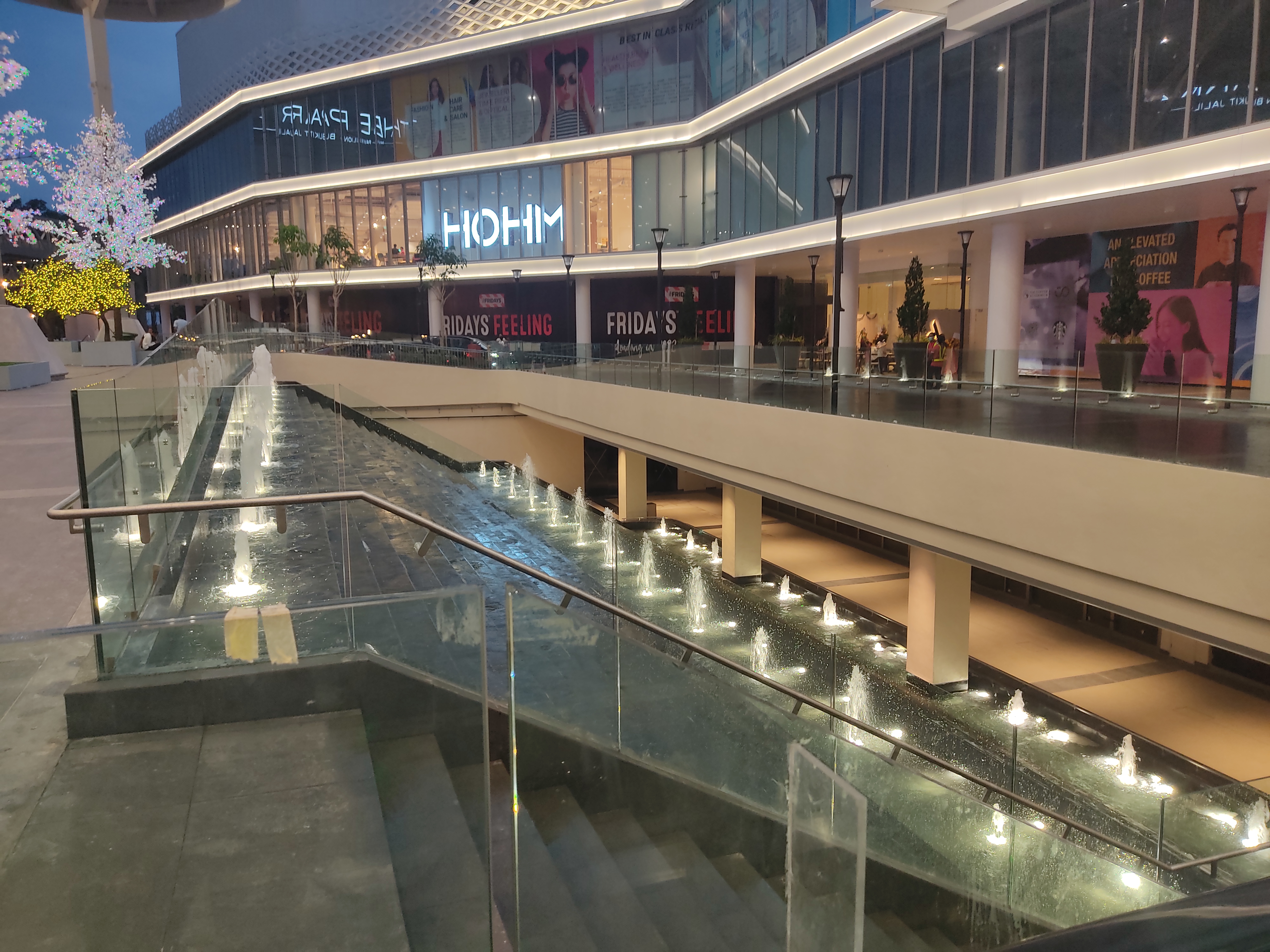
露天广场外的喷水池
Piazza露天广场外观
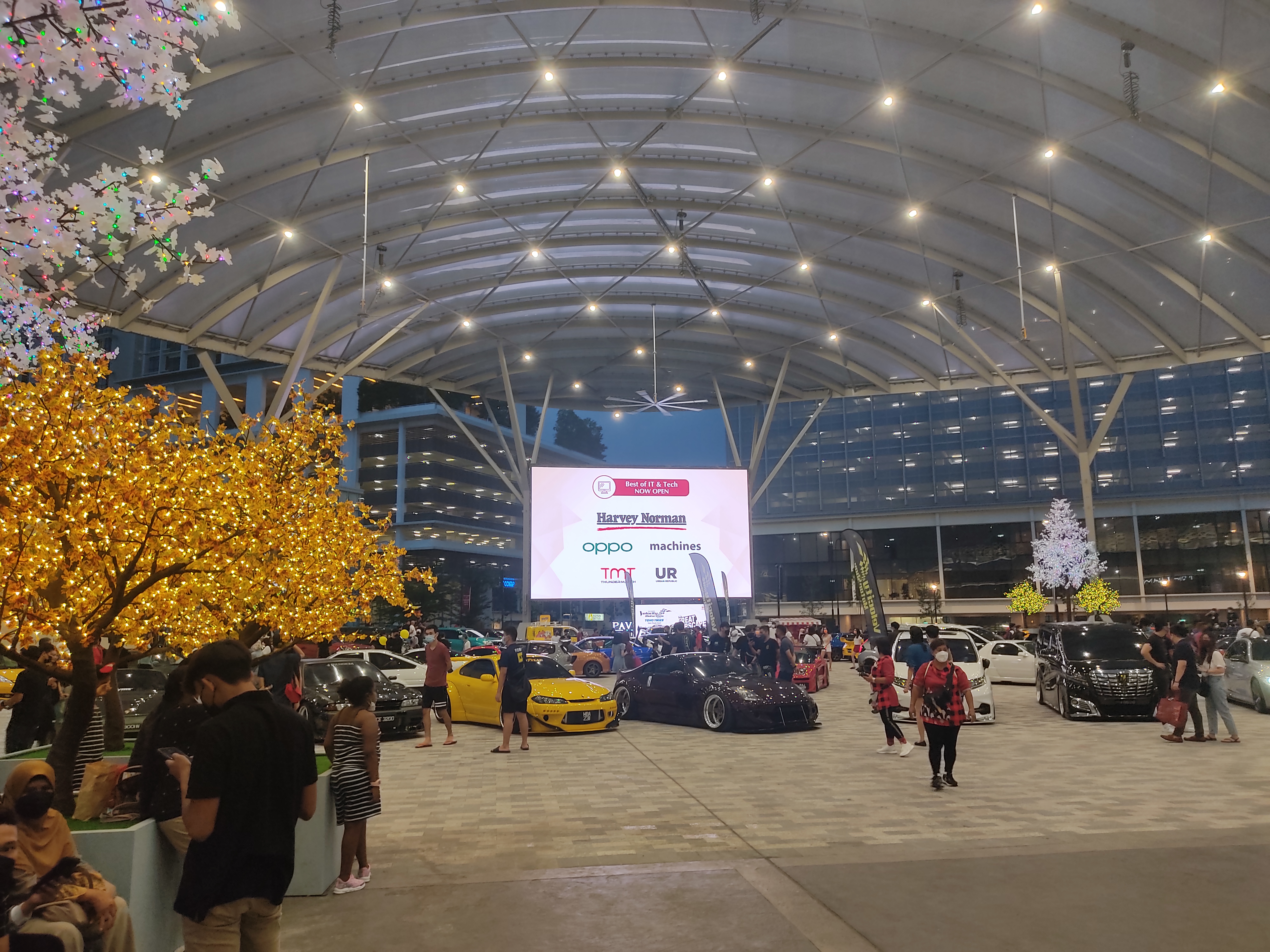
露天广场内部
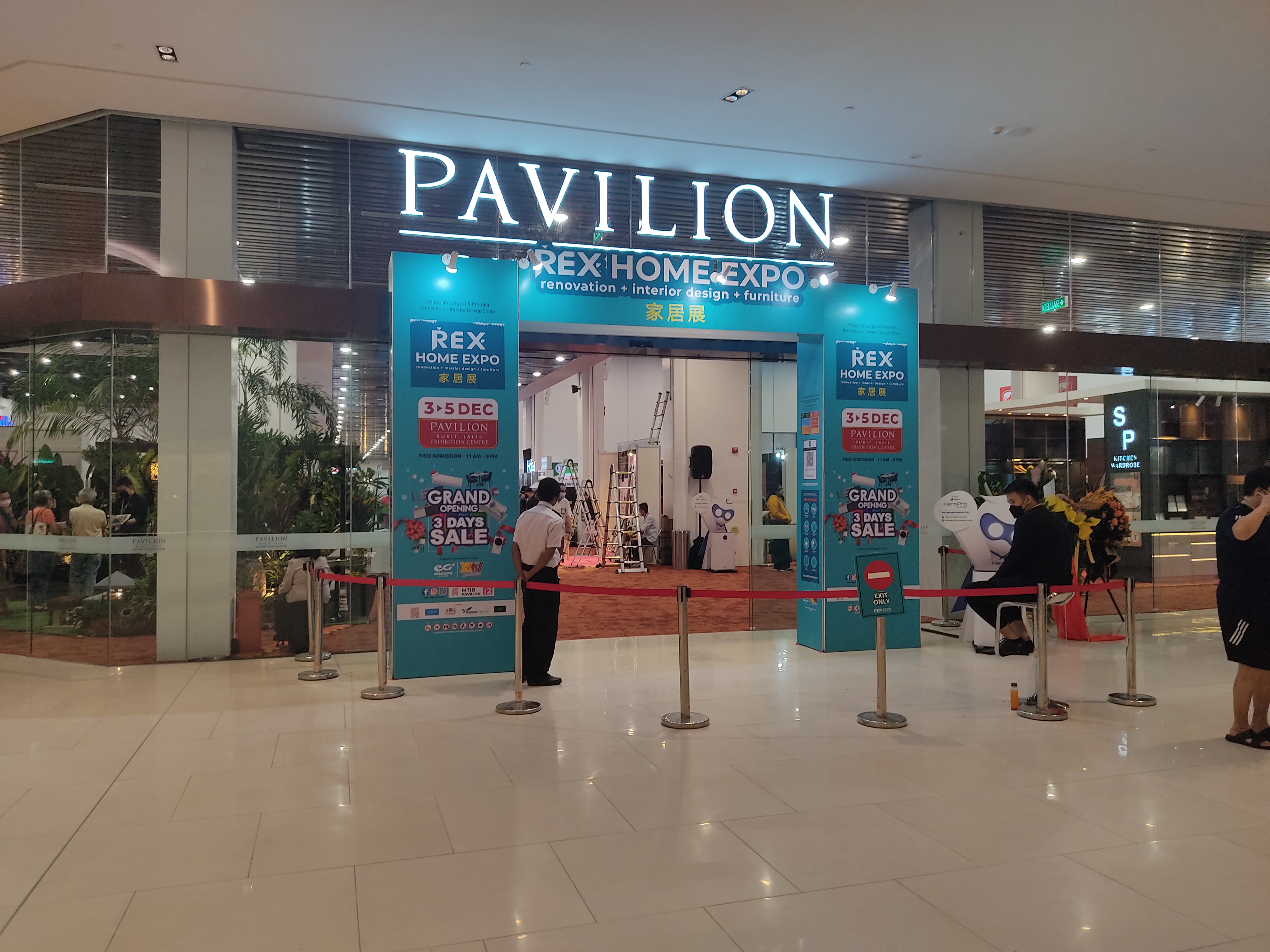
位于5层的展览中心
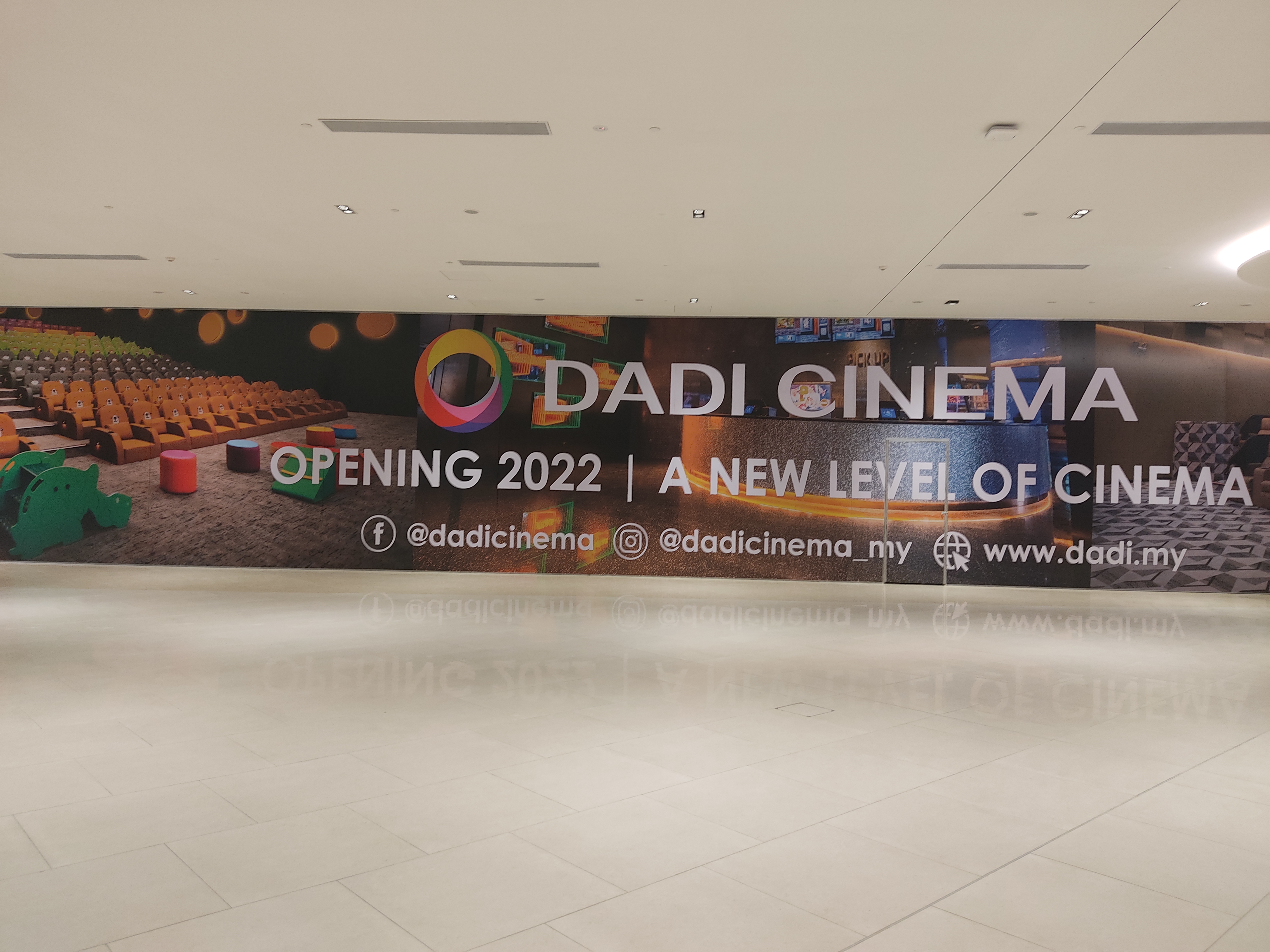
尚未开张的大地影院
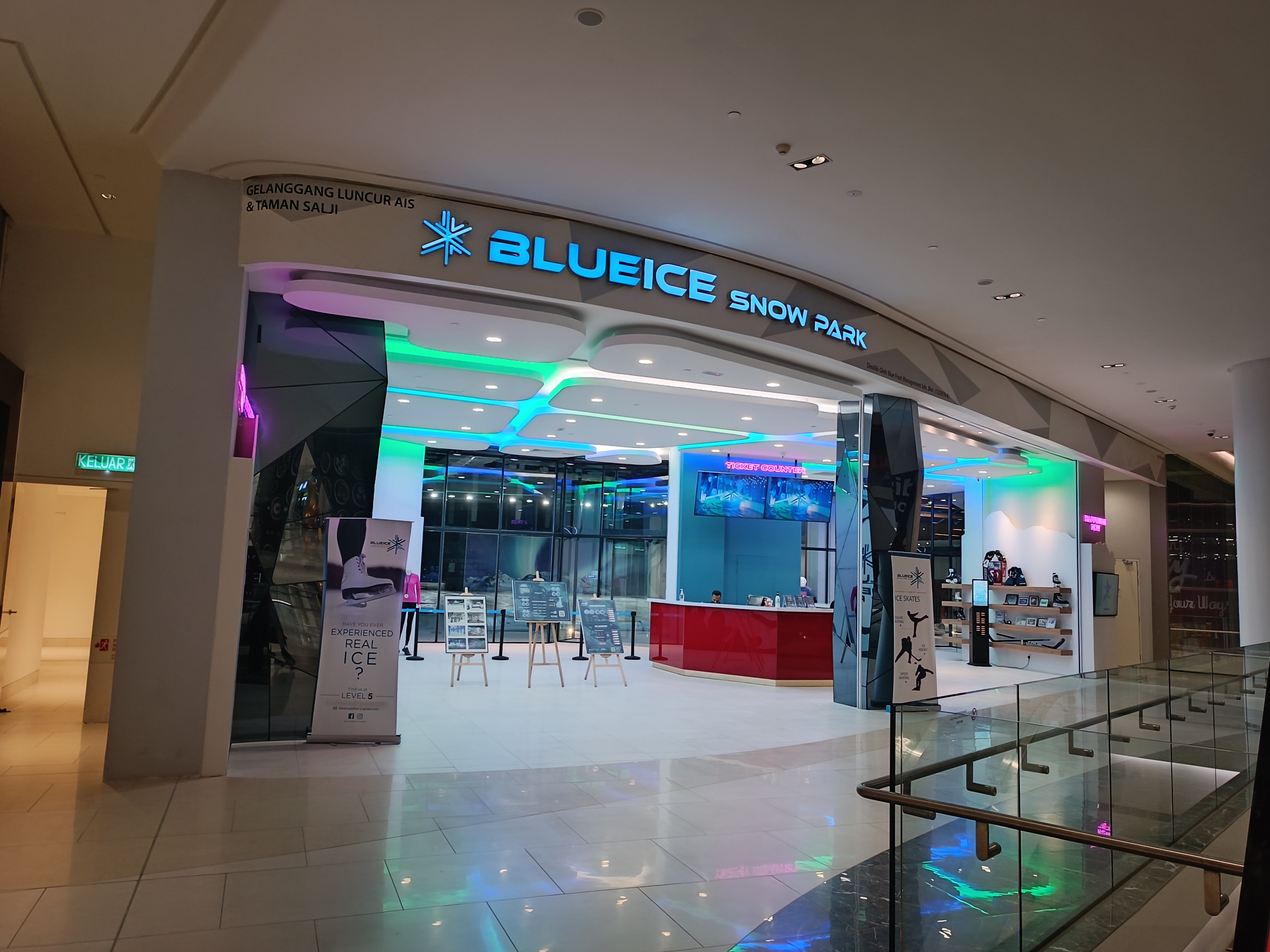
蓝冰雪溜冰场
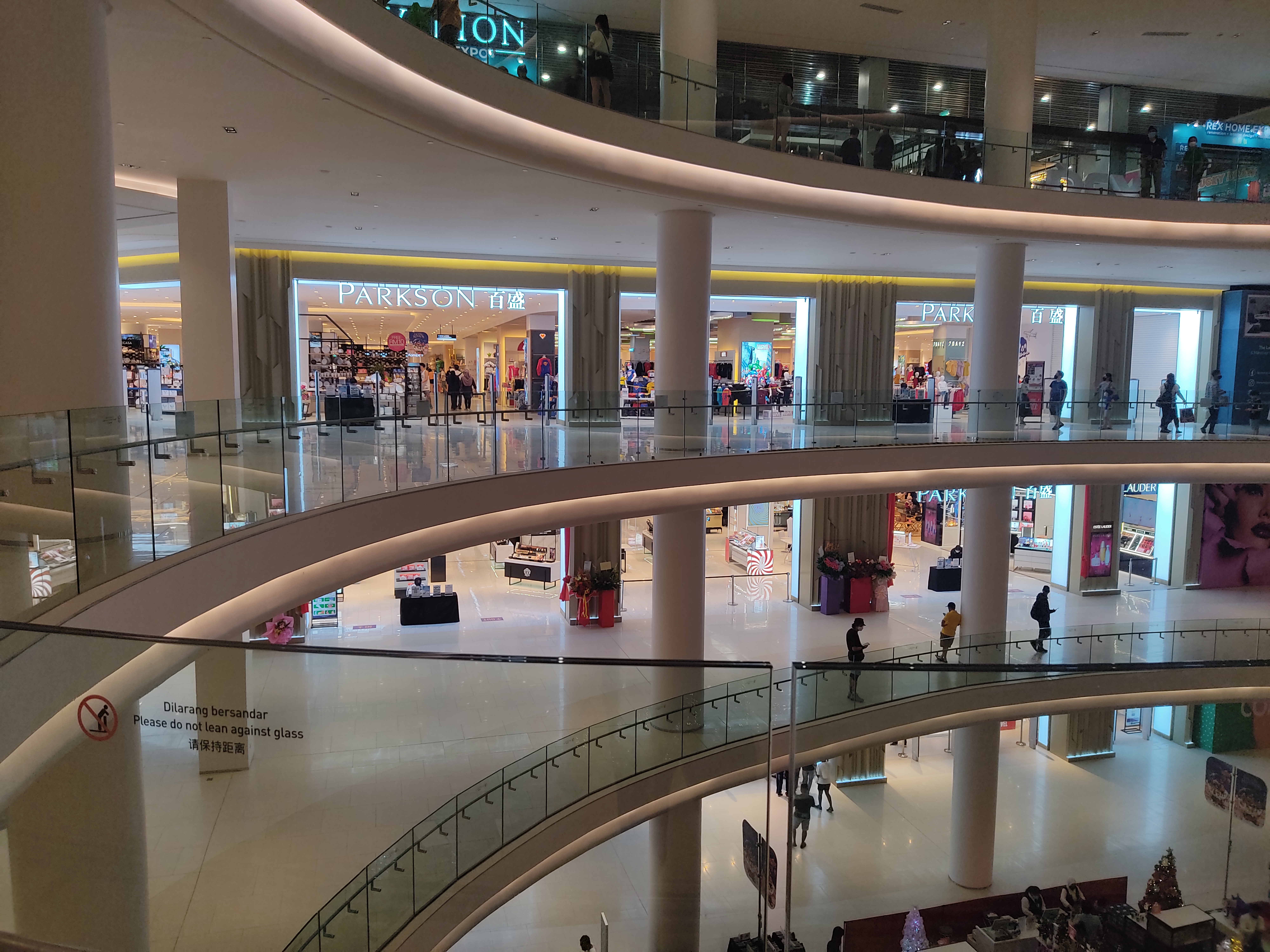
占据三层楼的百盛
商场中庭
多数尚未开放的1层饮食区和Food Republic
Food Republic美食中心
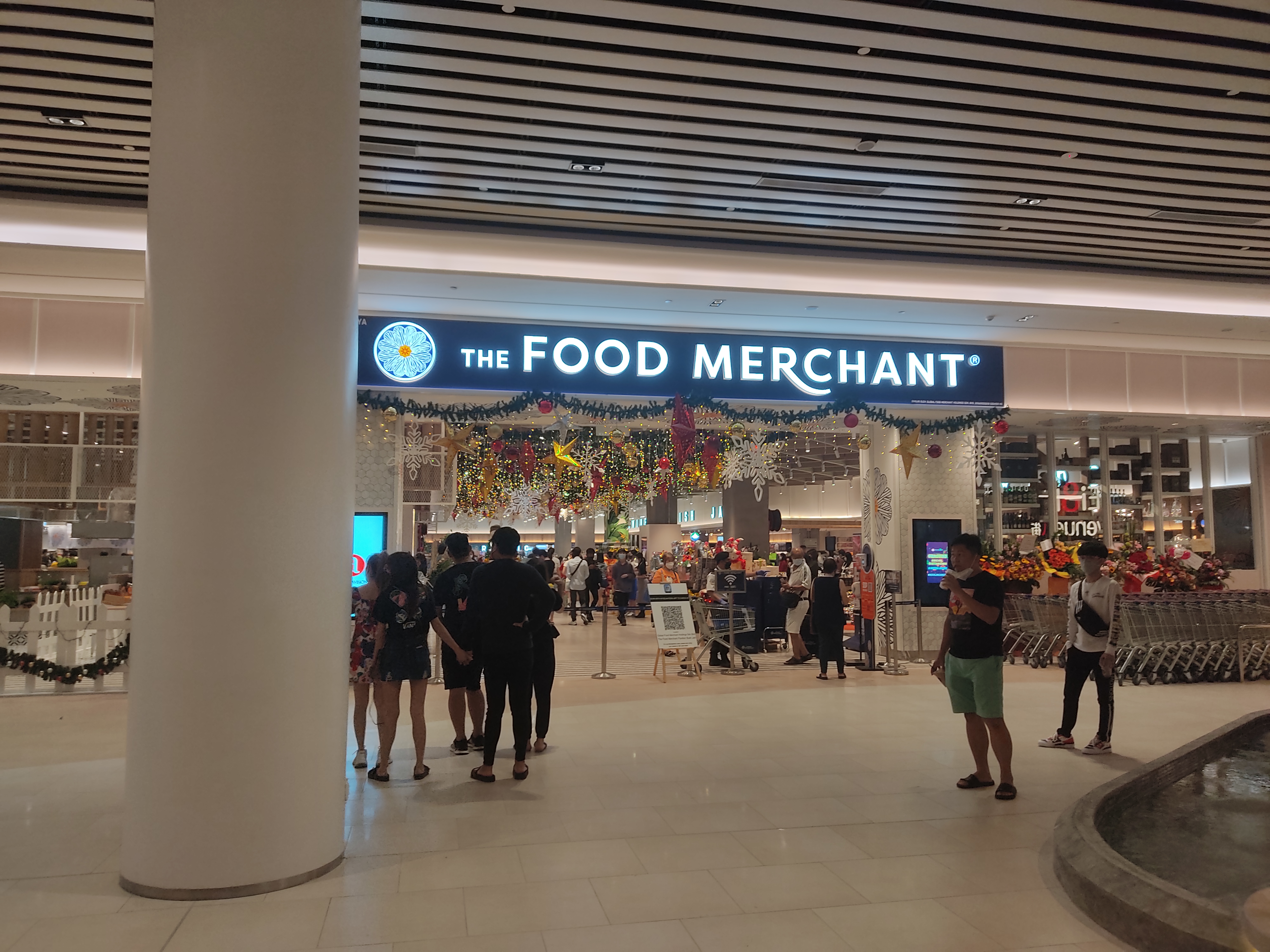
1层的The Food Merchant国际食品区
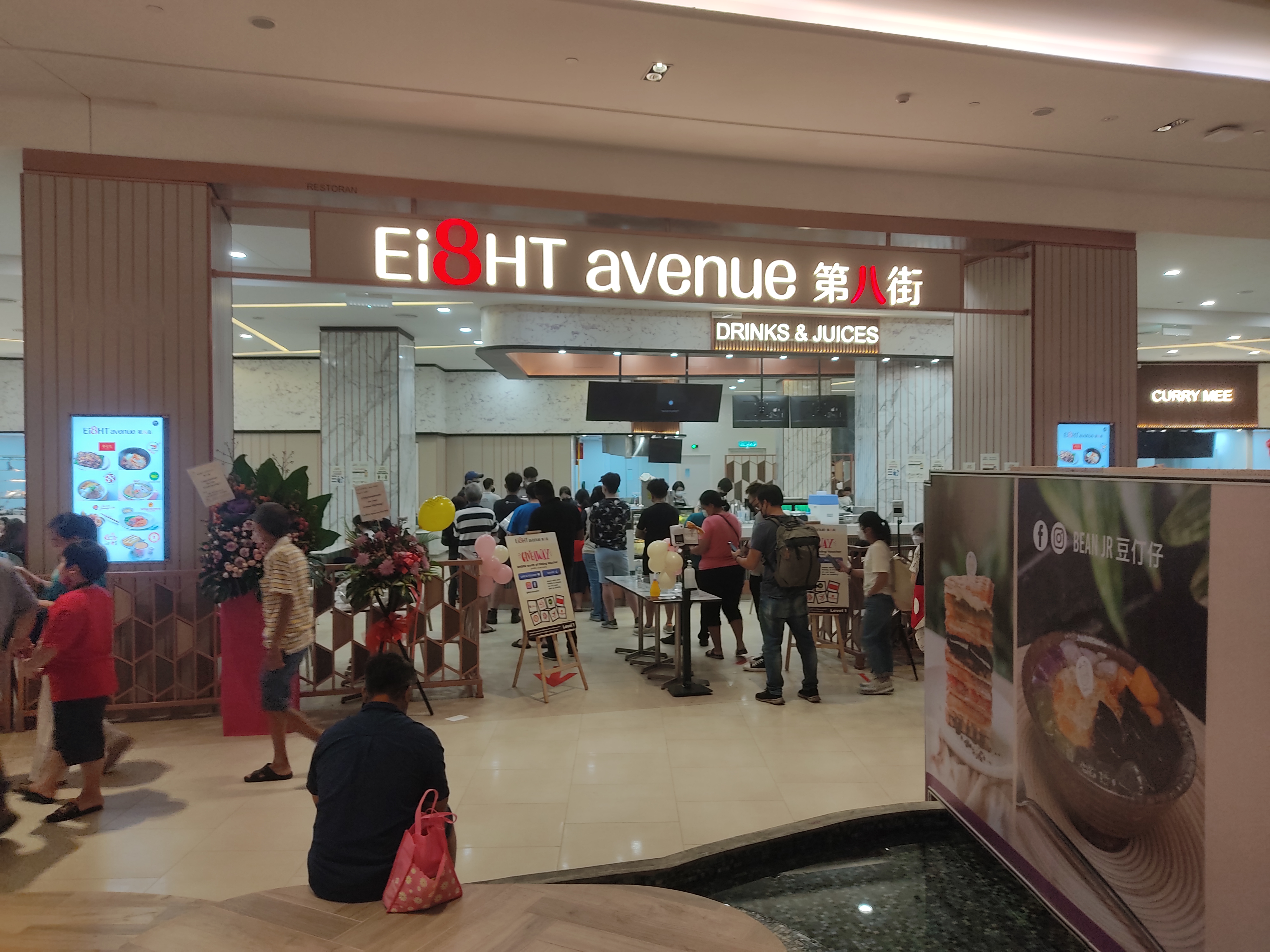
第八街马来西亚菜饮食中心
吉隆坡蔦屋書店
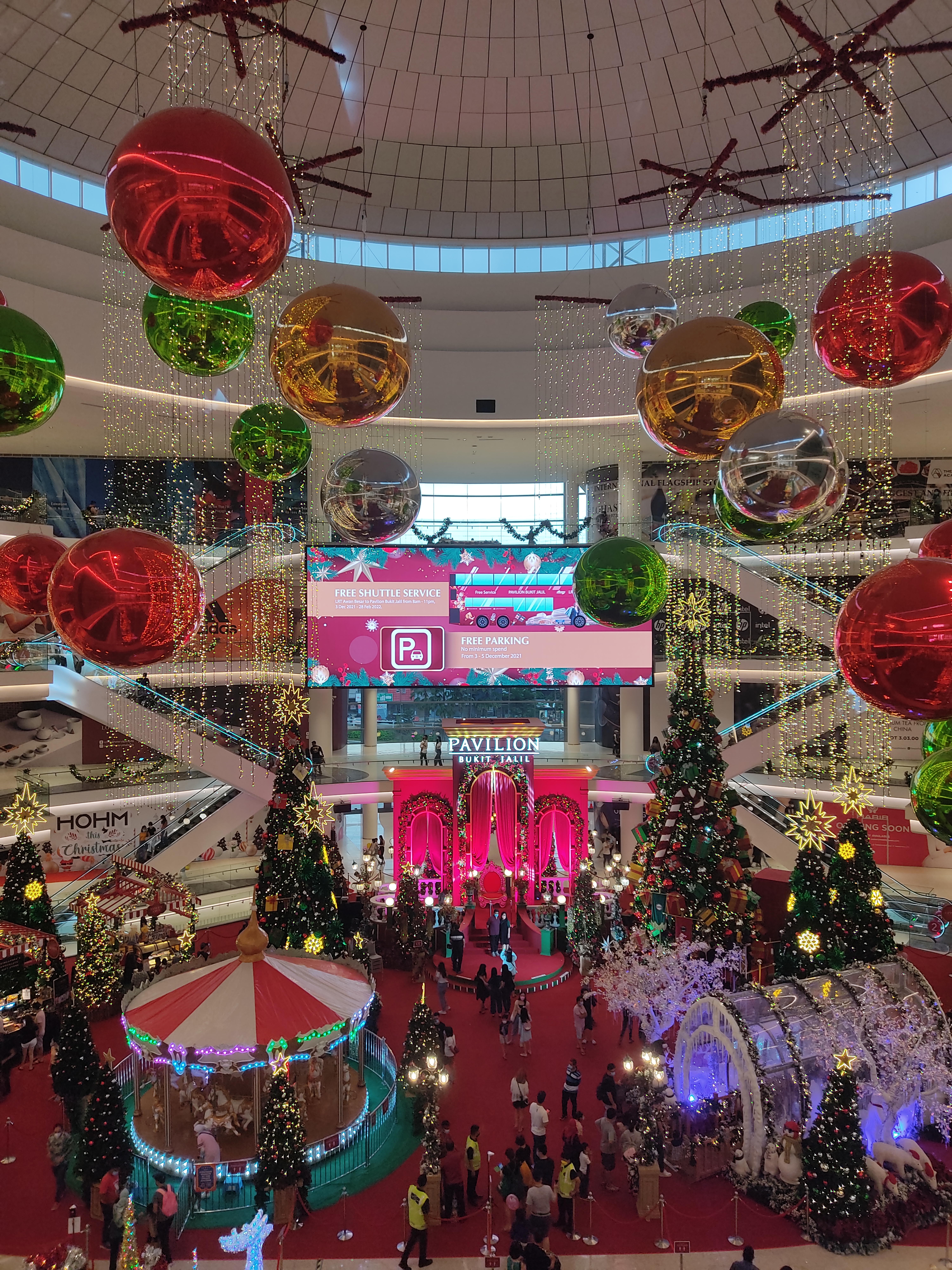
商场中庭（Central Court）的圣诞节装饰
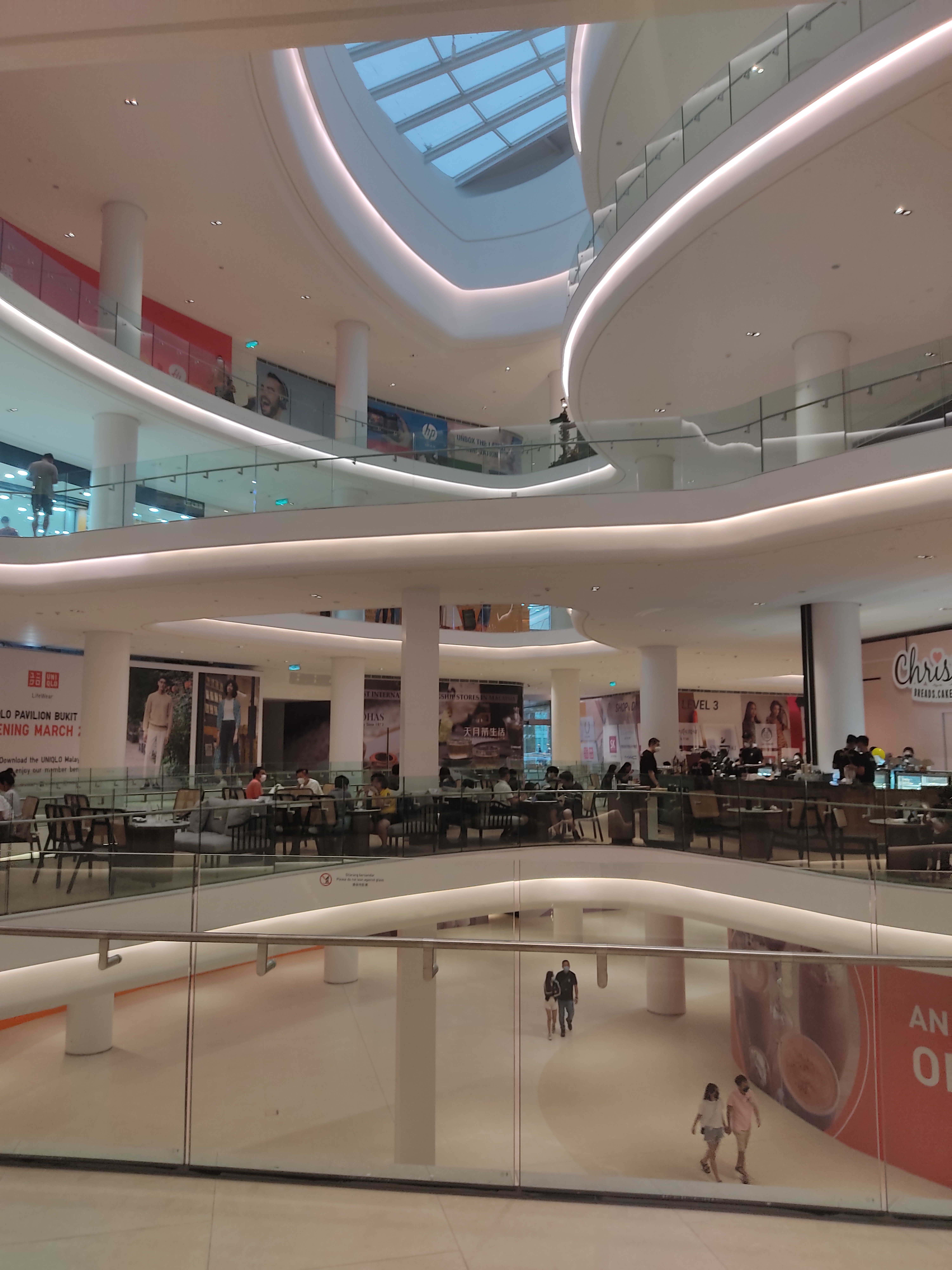
粉红区中庭外观
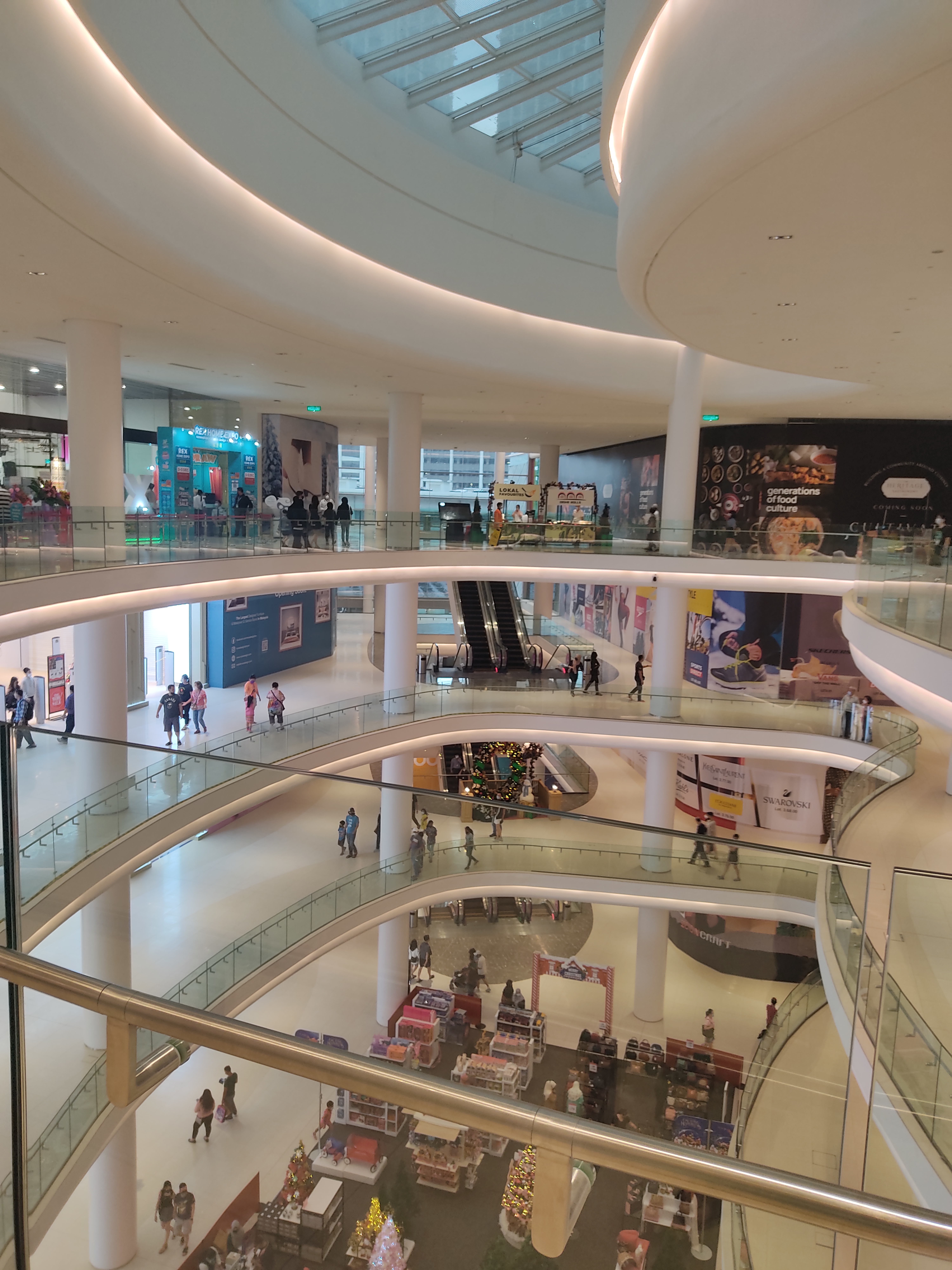
橙区中庭外观
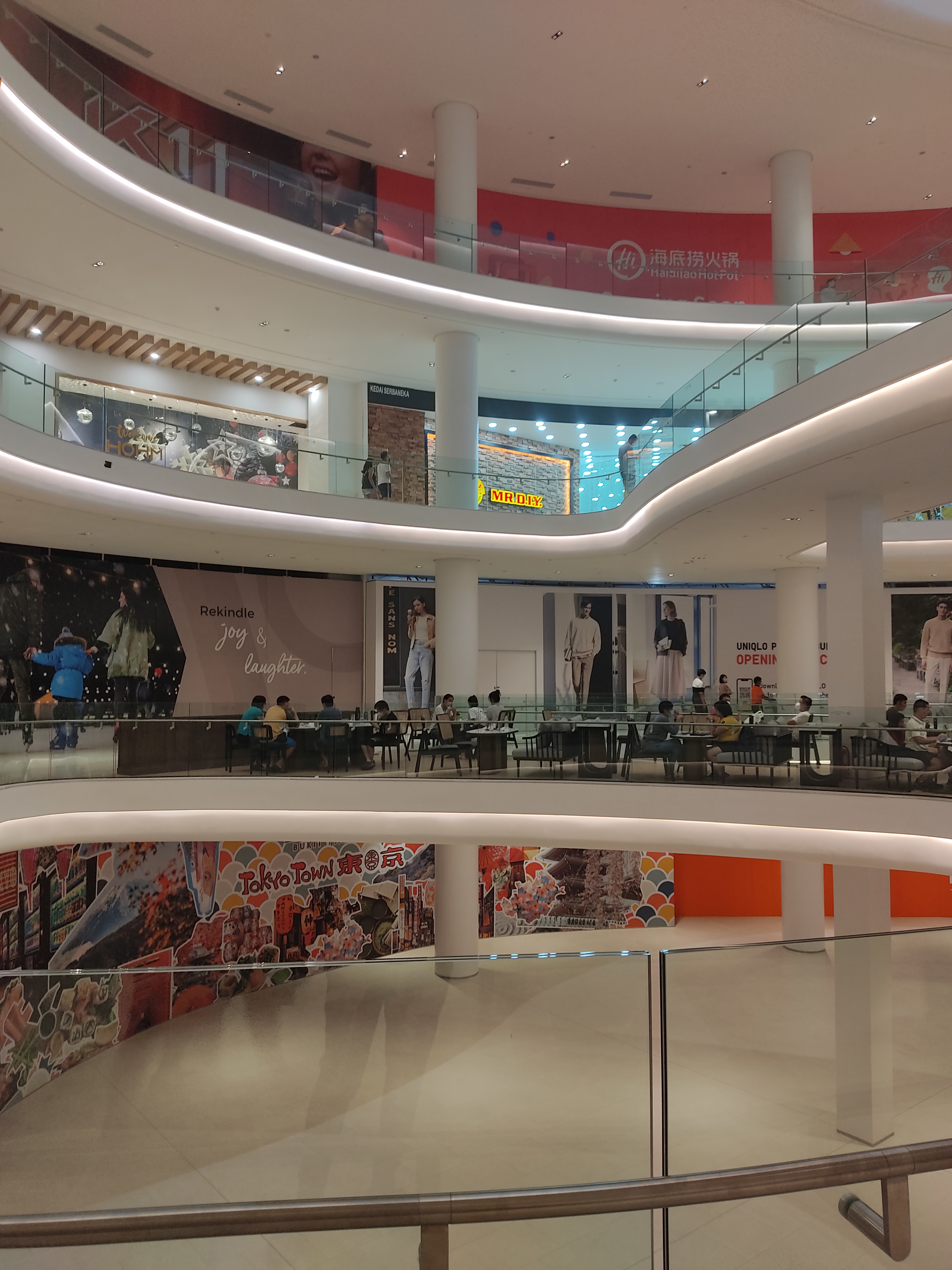
已经开放的MR.DIY（4层）和未开放的海底捞火锅（5层）
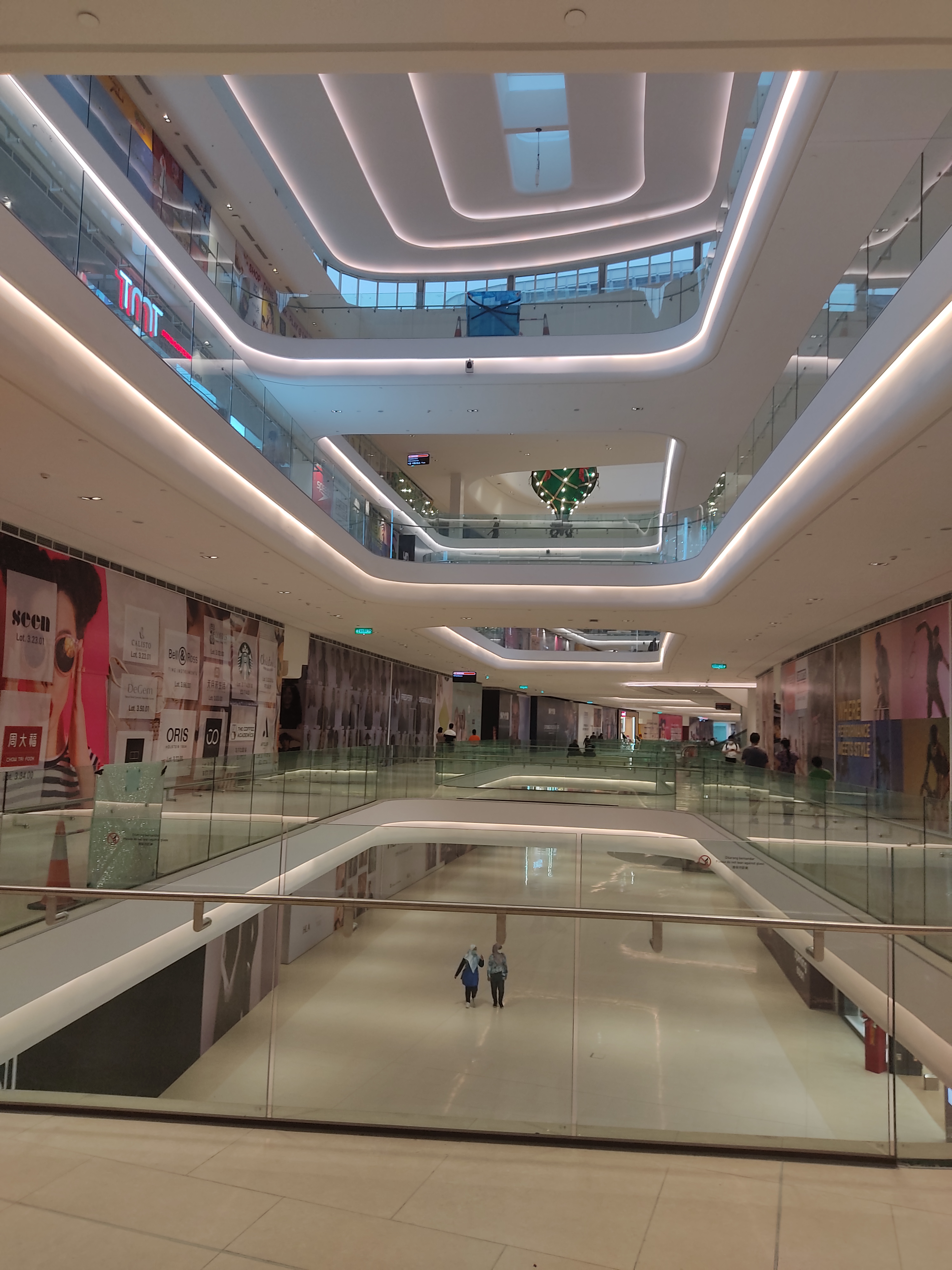
广场内部楼层（2至5层）
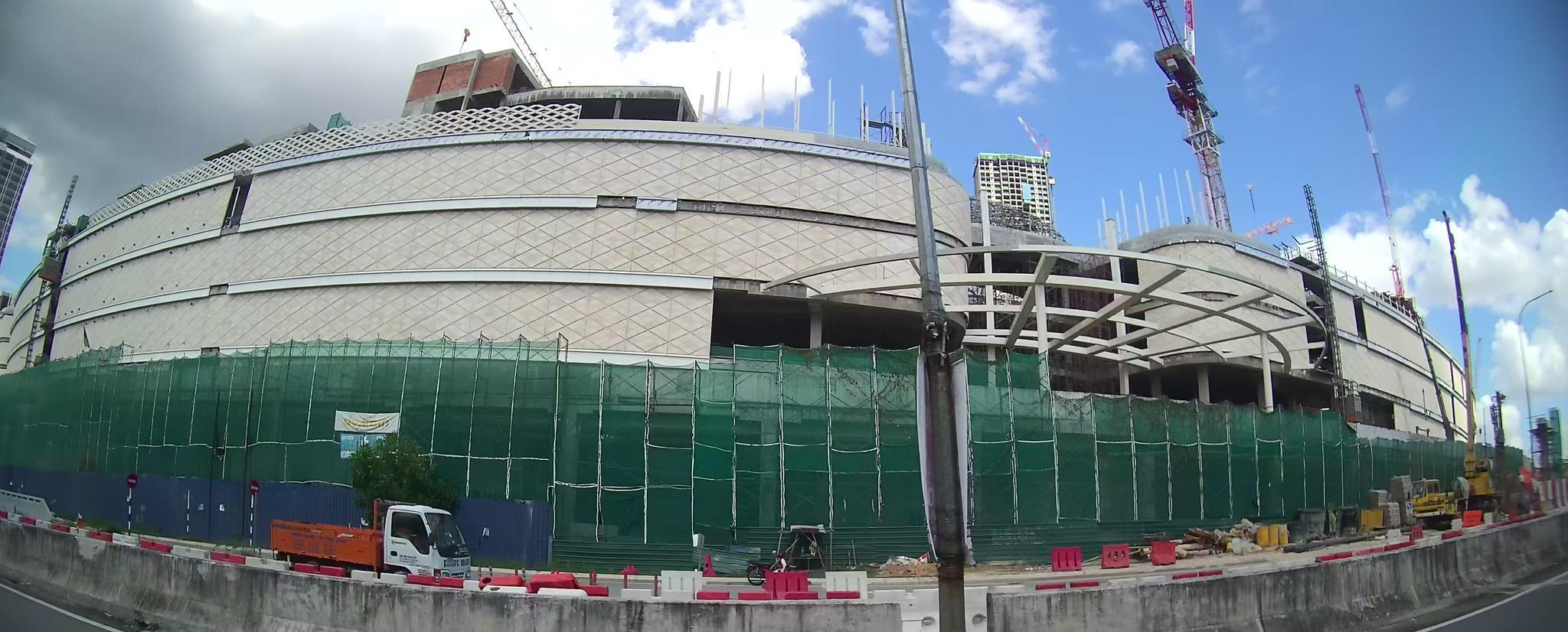
建设中的武吉加里尔柏威年广场

## 外部連結
- Pavilion Bukit Jalil （页面存档备份，存于）
- 武吉加里尔柏威年广场的Facebook專頁
- 武吉加里尔柏威年广场的Instagram帳戶
- 详细地图 （页面存档备份，存于）